# Hands On Universe, Europe
Hands On Universe Europe - l'astronomia interattiva in classe, è un progetto sviluppato nell'ambito del programma Socrates-Minerva, ed è finalizzato al rilancio dell'insegnamento delle scienze attraverso lo sviluppo di attività che prevedano anche l'utilizzo delle nuove tecnologie per la didattica dell'astronomia.
In questo modo il progetto mira ad accrescere l'interesse per la scienza nelle nuove generazioni con particolare riferimento agli studenti delle scuole medie e superiori. 
I beneficiari diretti delle azioni del progetto sono dei campioni di insegnanti che partecipano periodicamente a incontri di aggiornamento svolti in diverse località europee e sono poi direttamente coinvolti nello sviluppo di nuovi percorsi didattici. 
Le esperienze didattiche svolte nell'ambito del progetto si basano su osservazioni reali svolte dalle scolaresche mediante una rete globale europea di telescopi automatici e altri strumenti didattici appositamente sviluppati (webcam, radiotelescopi, ecc.) accessibili via internet.
Le osservazioni acquisite attraverso queste strumentazioni possono essere elaborate mediante un software appositamente sviluppato che può essere utilizzato con facilità dagli studenti. 
Le esperienze svolte sono integrate in percorsi didattici da un team di insegnanti e ricercatori di diversi paesi europei operanti in stretta collaborazione. 
Le risorse sviluppate nel corso di questo progetto sono pubblicate sul sito https://web.archive.org/web/20110303205118/http://www.euhou.net/

## Istituzioni europee che collaborano al progetto
- Francia, Université Pierre et Marie Curie
- Austria, Karl-Franzens-Universität Graz
- Belgio, Observatoire royal de Belgique - Planétarium de Bruxelles,
- Repubblica Ceca, Astronomický ústav Akademie věd České republiky,
- Cipro,  Lykeio Agiou Nikolaou
- Grecia, Instituto Diastimikon Efarmogon & Tilepiskopisis, Ethniko Asteroskopio Athinon
- Irlanda, Blackrock Castle Observatory, Cork Institute of Technology
- Italia, Fondazione Idis-Città della Scienza, Sito web
- Polonia, Uniwersytet Mikołaja Kopernika w Toruniu - UMK
- Portogallo, NUCLIO – Núcleo Interactivo de Astronomia
- Romania, Universitatea din Craiova
- Spagna, Universidad Complutense de Madrid
- Svezia, Vetenskapens Hus
- Regno Unito, Cardiff University